# Descobriment del Brasil

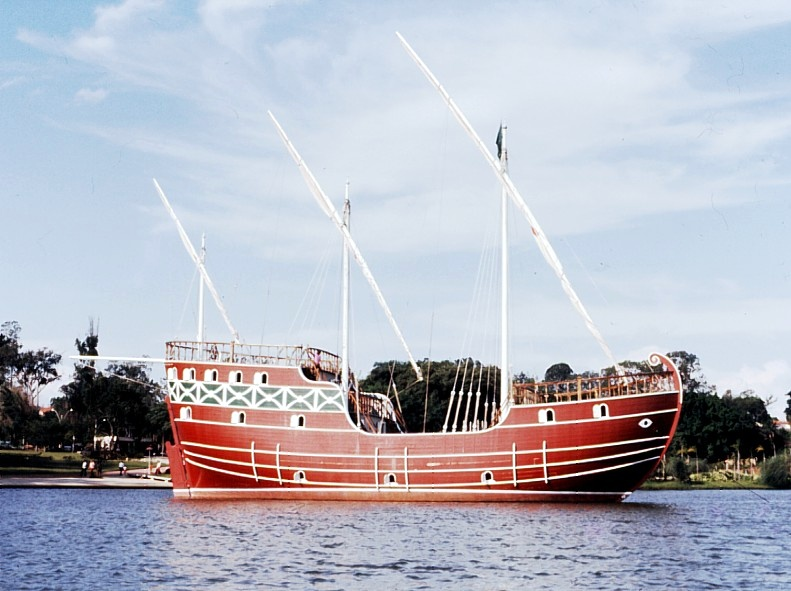
Rèplica de la caravel·la Anunciação, a la ciutat de Campinas, Brasil.

El descobriment del Brasil es refereix a l'arribada el 22 d'abril de 1500 de la flota comandada pel portuguès Pedro Alvares Cabral al territori on avui es troba el Brasil. La paraula descobriment és utilitzada en aquest cas des d'una perspectiva eurocèntrica, referint-se estrictament a l'arribada d'europeus a les terres del Brasil actual, unes terres que ja estaven habitades per diversos pobles indígenes. Aquest descobriment forma part dels descobriments portuguesos.
Tot i que el terme és utilitzat gairebé exclusivament en relació al viatge de Cabral, el "descobriment del Brasil" també pot referir-se a la suposada arribada d'altres navegants europeus abans seu. Es tractarien de les possibles expedicions de Duarte Pacheco Pereira el 1498 o de l'espanyol Vicente Yáñez Pinzón, el 26 de gener de 1500.

## L'armada

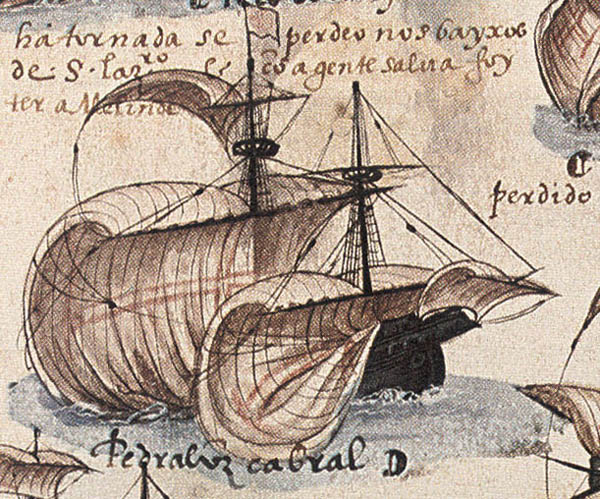
Nau de Pedro Álvares Cabral segons el Livro das Armadas, actualment a l'Academia das Ciências de Lisboa.

Per confirmar l'èxit del viatge de Vasco da Gamma que va permetre trobar un nou camí cap a les Índies, que evitava passar per una Mediterrània sota el control de moros i nacions italianes, el rei Manuel I de Portugal es va afanyar a equipar una nova flota a les Índies, més gran que la primera, composta per tretze vaixells i més de mil homes. A excepció dels noms de dos vaixells i una caravel·la, no se sap com es deien les naus comandades per Cabral. S'estima que l'armada duia subministraments per uns divuit mesos.
Aquesta era la major flota enviada fins aleshores per l'Atlàntic: deu naus, tres caravel·les i una naveta de queviures. Tot i que es desconeix el nom de la nau capitana, se sap que la sots-capitana, anomenada El Rei, estava comandada pels sots-comandant de l'armada, Sancho de Tovar. Una altra, anomenada Anunciada, era comandada per Nuno Leitão da Cunha. Aquesta nau pertanyia a Don Álvaro de Bragança, fill del duc de Bragança, i fou equipada amb els diners de Bartolomeo Marchionni i Girolamo (o Jeroni) Sernigi, banquers florentins que vivien a Londres i que havien invertit en el comerç de les espècies. En les cartes que van intercanviar amb els socis i accionistes italians s'ha conservat el nom de la nau.
S'ha conservat el nom de la caravel·la capitanejada per Però Ataide, la São Pedro, però no pas de l'altra caravel·la, comandada per Bartolomeu Dias. La flota va ser complementada amb un vaixell de queviures, dirigit per Gaspar de Lemos, al qual li va correspondre donar la notícia del descobriment del Brasil en tornar a Portugal.

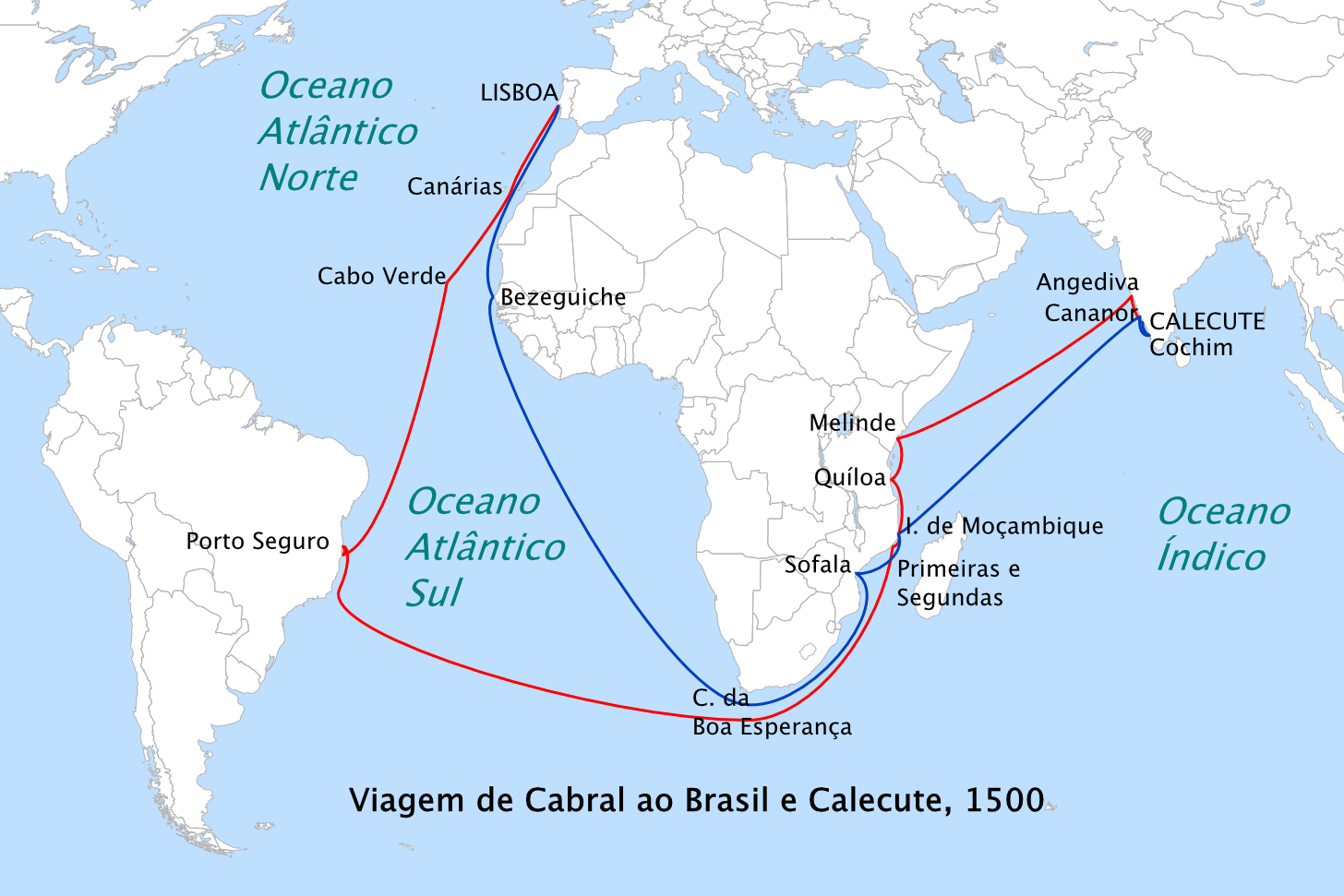
Ruta seguida per Cabral cap a l'Índia el 1500 (en vermell) i a ruta de tornada (en blau).

Basant-se en un document incomplet trobat a la Torre do Tombo, de Lisboa, Francisco Adolfo de Varnhagen identificà cinc dels deu vaixells que componien la flota de Cabral. Són Santa Cruz, Vitória,Flor de la Mar, Espírito Santo i Espera. La font citada per Varnhagen mai fou retrobada, de manera que la majoria d'historiadors prefereixen no donar-los per bons, fent que la flota es mantingui gairebé en l'anonimat.
Altres historiadors del segle xix afirmaven que el vaixell insígnia de Cabral era el llegendari São Gabriel, el mateix que havia fet servir Vasco da Gama tres anys abans en el descobriment de la ruta marítima cap a les Índies. Amb tot, no hi ha documents que confirmin aquesta tesi.
Poc abans de salpar, el rei va manar resar un missa al monestir de Belém, dirigida pel bisbe de Ceuta, D. Diogo de Ortiz en persona, on es va beneir una bandera amb les armes del regne que es va lliurar a mans Cabral, acomiadant-se el rei de Cabral i els altres capitans.
Vasco da Gama els va fer una sèrie de recomanacions pel llarg viatge que havien d'afrontar, ja que la coordinació entre les naus era crucial per no perdre's. Així, va recomanar al capità major disparar dues vegades els canons i esperar la mateixa resposta de tots els altres vaixells abans de canviar de rumb o velocitat, entre altres codis de la comunicació.

## El viatge
La flota, sota el comandament d'un Cabral que aleshores tenia 32 o 33 anys, salpà de Lisboa el migdia del 9 de març de 1500. El dia anterior la tripulació havia rebut un comiat públic que va incloure una missa i celebracions en les que va assistir el rei, la seva cort i una gran multitud. El matí del 14 de març, la flota va passar per Gran Canària, seguint rumb cap a les illes de Cap Verd, una colònia portuguesa situada davant la costa occidental d'Àfrica, a la que s'arribà el 22 de març. L'endemà una nau comandada per Vasco de Ataíde, amb 150 homes, va desaparèixer sense deixar rastre. La flota va creuar l'Equador el 9 d'abril, i va navegar cap a l'oest, apartant-se, en la mesura del possible del continent africà, en el que es va conèixer com la «volta do mar». Els mariners van veure algues el 21 d'abril, cosa que els va dur a creure que s'estaven acostant a la costa. Fou l'endemà, dimecres 22 d'abril de 1500, quan la flota ancorà prop del que Cabral va batejar com a Monte Pascoal. Aquest indret es troba a la costa nord-est de l'actual Brasil.

## L'arribada a terra ferma

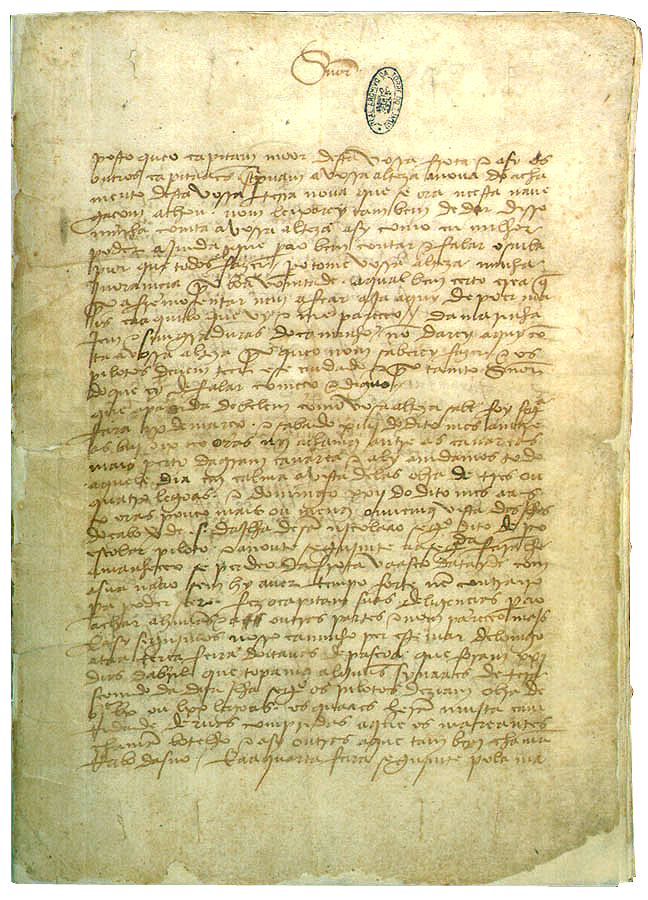
Carta de Pero Vaz de Caminha al rei D. Manuel I, comunicant el descobriment de l'illa de Vera Cruz (Brasil).

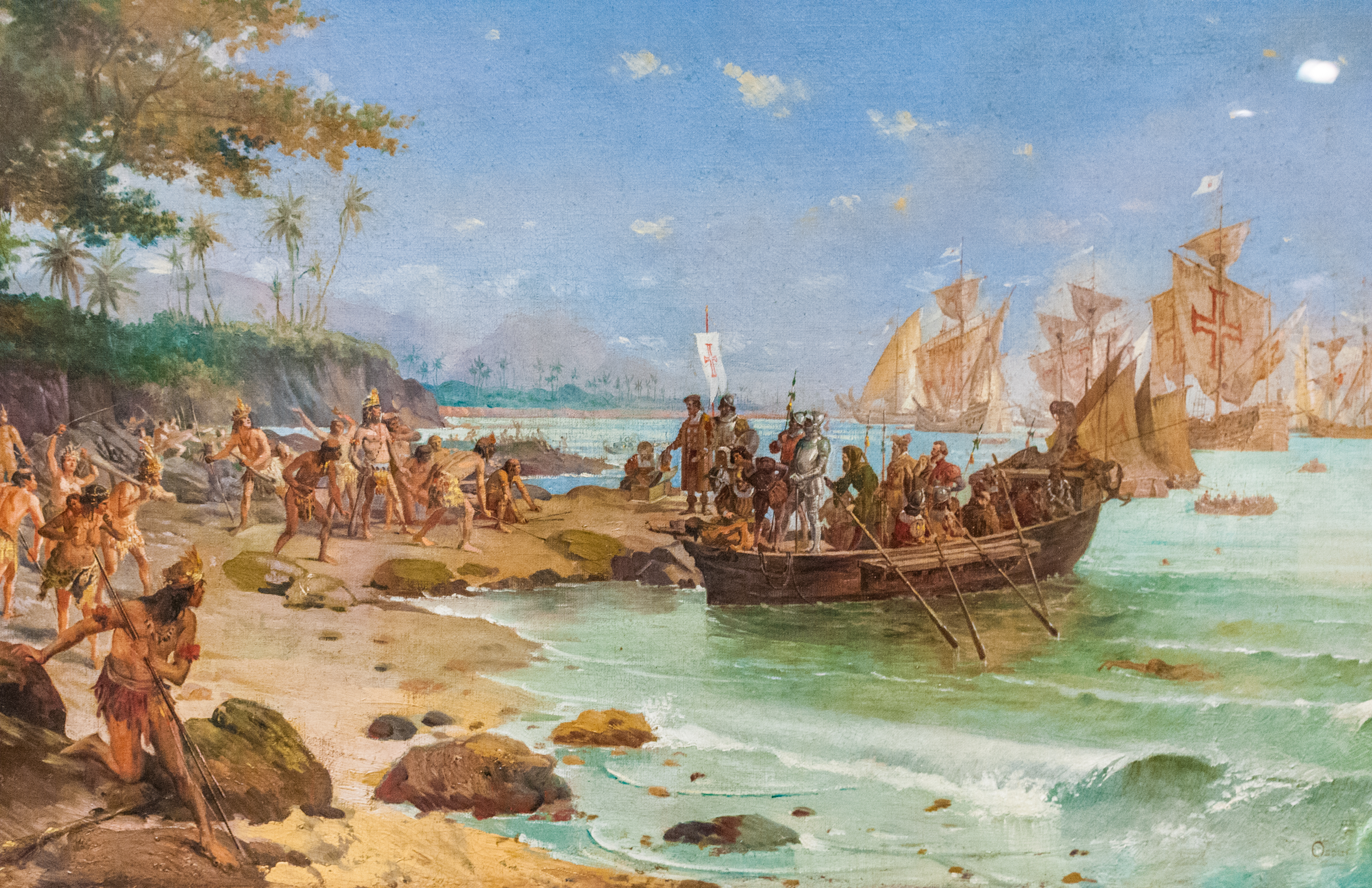
Arribada de Pedro Álvares Cabral a Porto Seguro el 1500, per Oscar Pereira da Silva (1865–1939).

El 23 d'abril els portuguesos detectaren la presència d'habitants a la costa i tots els capitans es van reunir a bord del vaixell de Cabral. Cabral va ordenar a Nicolau Coelho, un capità que havia viatjat amb Vasco da Gama a l'Índia, per baixar a terra i contactar amb ells. Coelho va posar els peus a terra i va intercanviar regals amb els indígenes. Després de tornar a bord, Cabral ordenà que la flota prengués rumb cap al nord, on després de navegar 65 quilòmetres van ancorar, el 24 d'abril, en un indret que el comandant en cap va anomenar Porto Seguro. L'indret era un port natural, i Afonso Lopes (pilot de la nau principal) va pujar a bord dos nadius per parlar amb Cabral.
Igual com en el primer contacte, la trobada va ser amistosa i Cabral va oferir regals als indígenes. Els habitants eren caçadors-recol·lectors com els de l'Edat de Pedra, als quals els europeus assignaren l'etiqueta genèrica d'"indis". Els homes aconseguien el menjar per mitjà de la caça, la pesca i la recol·lecció, mentre les dones es dedicaven a l'agricultura de subsistència. Els indígenes estaven dividits en nombroses tribus rivals. Cabral es trobà amb la tribu dels Tupiniquim. Alguns d'aquests grups eren nòmades, d'altres sedentaris, però tot i que coneixien el foc no coneixien els metalls. Algunes tribus practicaven el canibalisme. El 26 d'abril, diumenge de Pasqua, amb un nombre cada vegada major de nadius curiosos, Cabral va ordenar als seus homes construir un altar a terra, per tal de celebrar una missa, en la qual participarien ell i els seus homes.
Durant els dies següents va emmagatzemar aigua, aliments, fusta i altres subministraments. Els portuguesos també van construir una enorme creu d'uns 7 metres d'altura. Cabral constatà que la nova terra es trobava a l'est de la línia de demarcació entre Portugal i Espanya, que s'havia establert en el Tractat de Tordesillas. El territori estava dins l'hemisferi atribuït a Portugal. Per solemnitzar la reivindicació de Portugal sobre aquelles terres, s'aixecà una nova creu de fusta i se celebrà una segona missa l'1 de maig. En honor de la creu, Cabral nomenà les noves terres descobertes Illa de Vera Cruz. L'endemà, un vaixell de subministrament sota el comandament de Gaspar de Lemos o André Gonçalves (hi ha divergència segons les fonts) va tornar a Portugal per informar el Rei del descobriment, amb la carta manuscrita de l'escriba Pero Vaz de Caminha.
La flota va reprendre el seu viatge el 2 o 3 de maig de 1500, tot resseguint la costa est d'Amèrica del Sud. En fer-ho, Cabral es va convèncer que havia trobat un continent sencer, i no sols una illa.

## Els pobles nadius

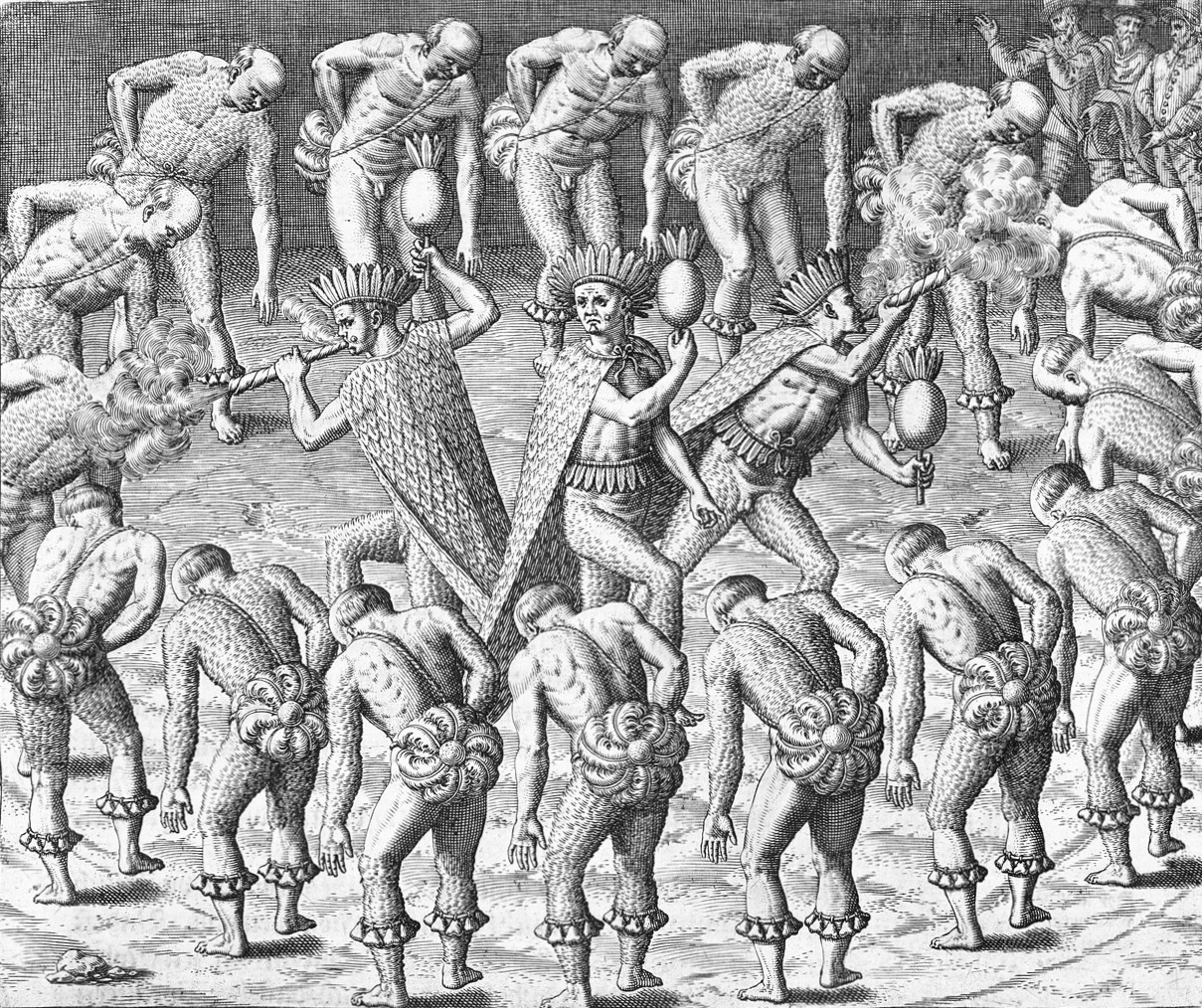
Indis tupinambás, gravat del.

Les civilitzacions que vivien al Brasil en el moment de l'arribada de Cabral es trobaven encara a l'edat de Pedra, amb una agricultura molt incipient, centrada en el blat de moro i la mandioca, i la domesticació d'uns pocs animals, bàsicament porcs salvaltges i capibares. Amb tot, tenien un ampli coneixement de la producció de begudes alcohòliques fermentades (més de 80), emprant t com a matèria primera arrels, tubercles, escorça o fruites.
En arribar al Brasil pels portuguesos, la costa de Bahia va ser ocupada per dues nacions índies del grup lingüístic tupí: els tupinambás, que van ocupar la faixa de terra compresa entre Camamu i la desembocadura del riu São Francisco; i els tupiniquins, i que s'estenien de Camamu fins al límit de l'actual estat d'Espírito Santo. Més cap a l'interior, ocupant una franja paral·lela a la dels tupiniquins hi havia els van ser els aimorés.
En iniciar-se el procés de colonització del Brasil els tupiniquins recolzaren els portuguesos, mentre els seus rivals, els tupinambás, van donar suport als francesos, que durant els segles xvi i xvii van fer diverses ofensives contra l'Amèrica portuguesa. La presència europea va alimentar l'odi entre les dues tribus, que fou explicat pel viatger alemany Hans Staden, segrestat pels tupinambás. Ambdues tribus practicaven el canibalisme, cosa que no es va entendre entre els europeus i va provocar la persecució d'aquells que no volien erradicar aquesta pràctica.